# مجاهد المنیع
مجاهد المنیع (عربی: مجاهد المنيع؛ زادهٔ ۱۵ ژانویهٔ ۱۹۹۶) یک ورزشکار است.